# Ladário
Ladário es un municipio brasileño del estado de Mato Grosso do Sul, localizado en las Coordenadas 19°00′18″S 57°36′07″O / -19.00500, -57.60194, sobre el río Paraguay. La ciudad está a pocos kilómetros al este de Corumbá, con la que conforma un aglomerado urbano.

## Clima
El clima de Ladário puede ser clasificado como clima tropical de sabana (Aw), de acuerdo con la clasificación climática de Köppen.

## Historia
Ladário fue fundada por João Leme do Prado el 2 de septiembre de 1778 con el nombre de Albuquerque Velho, significando una avanzada en la colonización del Mato Grosso por parte de Portugal. En 1873 el gobierno de Brasil instaló allí un arsenal de Marina. En 1954 Ladário fue declarada municipio, separándose de Corumbá.
- Datos: Q1798712
- Multimedia: Ladário / Q1798712

1. ↑  Worldpostalcodes.org,código postal n.º 79370-000.